# Grans Llacs d'Amèrica del Nord
Els Grans Llacs d'Amèrica del Nord són un grup de cinc grans llacs situats entre els Estats Units d'Amèrica i el Canadà, a la denominada Regió dels Grans Llacs. Constitueixen el conjunt d'aigua dolça més gran de tot el planeta, i el conjunt format pels Grans Llacs i el riu Sant Llorenç forma el sistema d'aigua dolça més gran del món.
 Tenen una superfície conjunta d'uns 244.100 km² i un volum de 23.000 km³. Juntament amb el riu de Sant Llorenç, acumulen aproximadament un 18% de les reserves mundials d'aigua dolça. De vegades són considerats mars interiors.

## Llacs
Els Grans Llacs són (d'oest a est, seguint el corrent de l'aigua):
- Llac Superior (el més gran i profund, amb una superfície comparable a la de Catalunya i el País Valencià junts)
- Llac Michigan (el segon més gran en volum, l'únic situat tot sencer en territori dels Estats Units)
- Llac Huron (el segon més gran per la seva superfície)
- Llac Erie (el més petit en volum i el menys profund)
- Llac Ontario (el més petit per la seva superfície i el situat a menys altitud de tots)

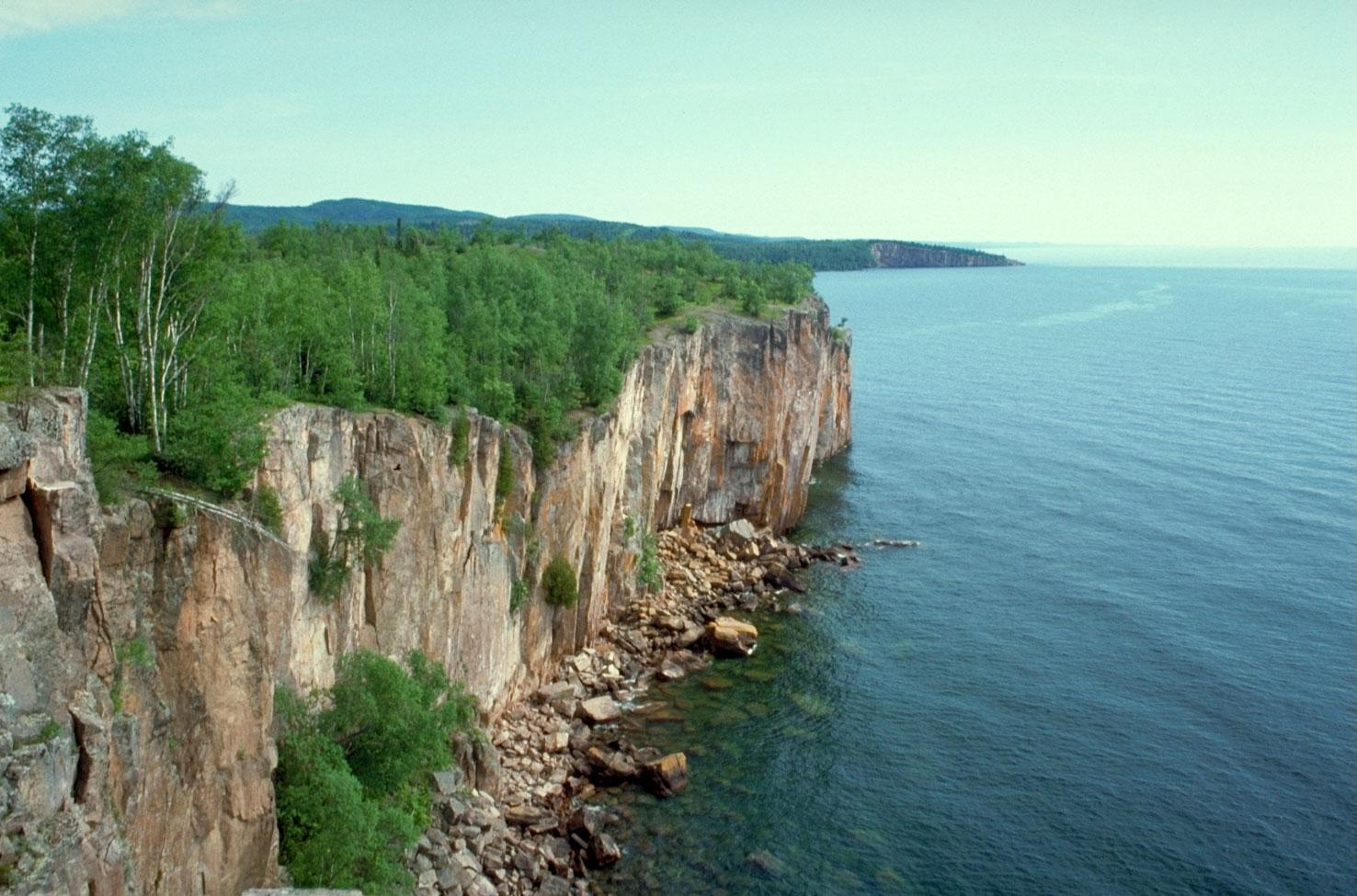
Penya-segats a la línia costanera del Llac Superior

| Llac          | Superfície (km²) | Altitud (m) | Profunditat màxima (m) | Profunditat mitjana (m) | Volum (km³) | Durada de retenció (anys) |
| Llac Superior | 83.000           | 183         | 406                    | 149                     | 12.100      | 191                       |
| Llac Huron    | 58.100           | 177         | 230                    | 59                      | 3.538       | 22                        |
| Llac Michigan | 57.800           | 177         | 281                    | 85                      | 4.918       | 99                        |
| Llac Erie     | 25.900           | 175         | 65                     | 19                      | 483         | 2,6                       |
| Llac Ontario  | 18.760           | 75          | 244                    | 86                      | 1.639       | 6                         |

Llac Superior
Llac Michigan
Llac Huron
Llac Erie
Llac Ontario

Una regla mnemotècnia utilitzada habitualment per a recordar els noms dels llacs és la paraula "HOMES" (en anglès utilitzen la mateixa paraula), formada per les inicials de Huron, Ontario, Michigan, Erie, i Superior, tot i que amb aquesta regla no se'ls enumera amb cap ordre en particular.
Un sisè llac, més petit, el llac Saint Clair, forma part del sistema dels Grans Llacs. Es troba entre el llac Huron i el llac Eire, però és oficialment un dels Grans Llacs.
El sistema inclou també el riu Santa Maria entre el llac Superior i el llac Huron, el riu Saint Clair entre el llac Huron i el llac Saint Clair, el Riu Detroit entre el llac Saint Clair i el llac Eire, i el riu Niàgara i les Cascades del Niàgara, entre el llac Eire i el llac Ontario. El llac Huron sol dividir-se en el llac Huron i la Badia Georgiana.

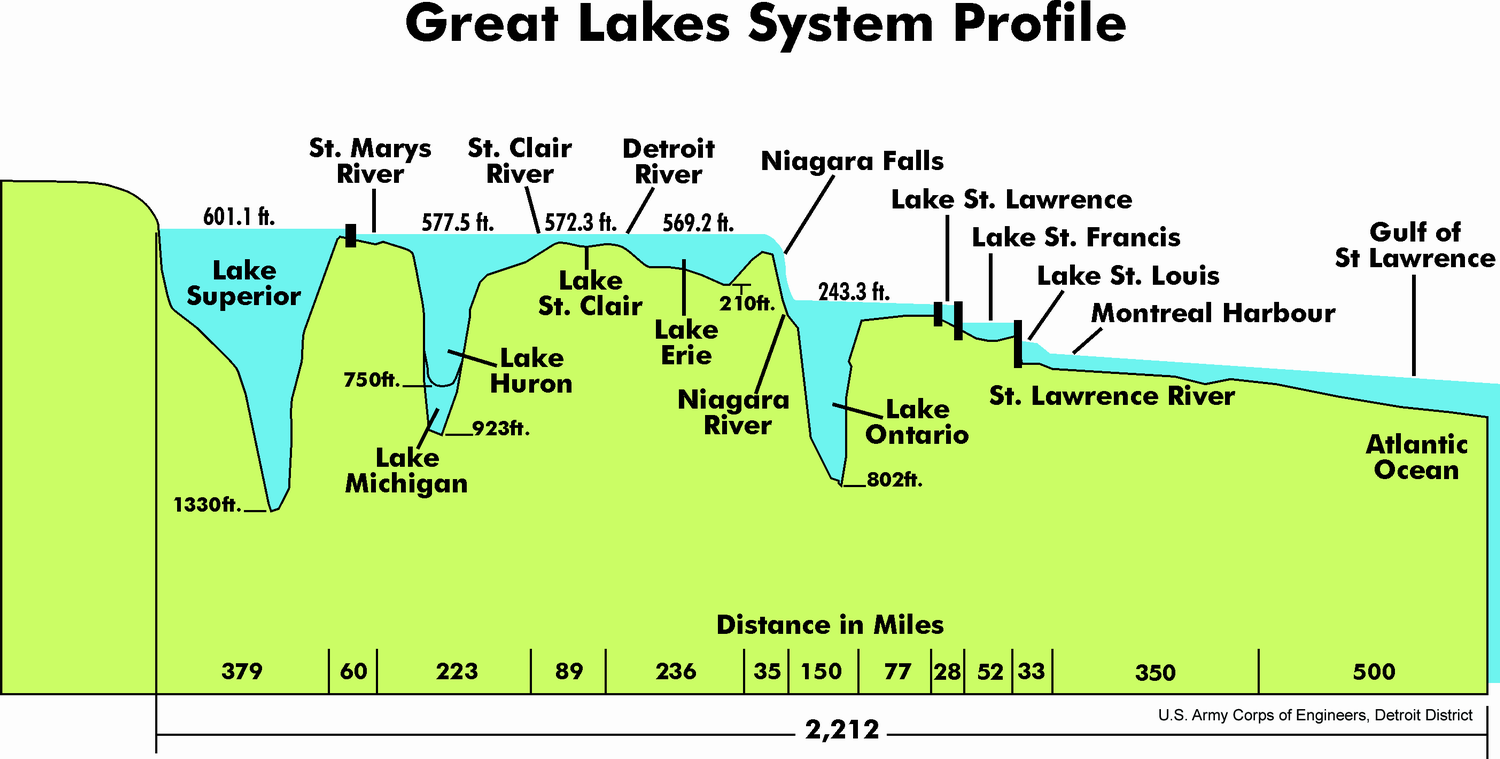
Perfil simulat dels Grans Llacs

Quatre d'aquests llacs s'assenten a la frontera entre EUA i el Canadà; el cinquè, el Llac Michigan, està completament endins dels Estats Units. El Riu Sant Llorenç, que en moltes parts del seu curs demarca la mateixa frontera internacional, és el principal afluent d'aquests llacs interconnectats. I flueix per Quebec i a través de Península de Gaspar fins a l'oceà Atlàntic del nord.
Escampades pels llacs hi ha 35.000 illes dels Grans Llacs, incloent-hi l'Illa Manitoulin al Llac Huron, l'illa més gran endins d'una porció d'aigua interior (que alberga així mateix al llac més gran del món dins d'un altre llac: el llac Manitou, amb una superfície de 104 km²).
Els Grans Llacs es troben connectats mitjançant canals. Tenen sortida al mar atlàntic pel canal de Sant Llorenç. També es disposa d'una via navegable habilitada fins al Golf de Mèxic passant pel riu Illinois i el riu Mississipi.
Juntament amb el riu Sant Llorenç, els grans llacs contenen al voltant del 18% de l'aigua dolça de la Terra: 23 010 km 3. Això representaria una quantitat d'aigua emmagatzemada prou per a cobrir tot el continent europeu amb una profunditat de 2,2 metres. Encara i contenir la quantitat més gran d'aigua dolça del món, només constitueixen una petita part de l'aigua potable americana (al voltant del 2,2%).
La superfície de tots els llacs és de 244 100 km², una mida semblant al que ocupa el Regne Unit. Les costes dels Grans Llacs mesuren aproximadament 16 900 km². Això no obstant, la llargària de les costes és impossible de mesurar exactament, i no constitueix una mesura ben definida.

## Clima

Mapa de la conca dels Grans Llacs

La conca dels Grans Llacs és influenciada per tres factors meteorològics principals: les masses d'aire provinents d'altres regions, la situació a l'interior del continent i la influència moderadora de la massa d'aigua que els constitueixen. Els sistemes meteorològics es transfereixen en general de l'oest, tot i que els vents a la superfície varien segons la posició dels sistemes i transmeten per cicles els ambients calorosos i humits del golf de Mèxic i l'aire sec i fred de l'Àrtida, donant lloc a diferències climàtiques que poden anar d'una banda a l'altra en el mateix mes.
A l'estiu, les depressions tendeixen a situar-se al nord de la regió, permetent així l'avanç de l'aire calent i humit del golf. Aquesta situació és favorable a la formació de boira i de vents, generalment de sud-oest podent afectar la conca de l'Oest Mitjà. L'avanç de fronts freds que provoquen inestabilitat a l'oratge.
El sol també escalfa la capa d'aigua superficial de llacs, formant així una termoclina entre la superfície i les capes inferiors.
Els llacs afecten el clima, en el que es coneix com a efecte llac. A l'hivern, l'evaporació provocada pels vents de l'oest o del sud-oest pot produir grans nevades. Així doncs es donen lloc fenòmens com les tempestes de neu, que poden convertir-se en pluges glaçades o en pluja a la zona sud. Dintre dels anticiclons que dominen els mesos més freds, l'aire àrtic, que passa pel damunt dels llacs no glaçats dona lloc a borrasques de neu a les zones costaneres. Aquest fenomen s'anomena Snow Belt. Aquestes borrasques poden deixar grans quantitats de neu a un lloc costaner. L'exemple més destacat és la quantitat de neu que cau a Buffalo, Nova York, resultant de l'evaporació emesa pel Llac Erie. No és inusual que nevi en dies de cels clars a causa d'aquest fenomen.

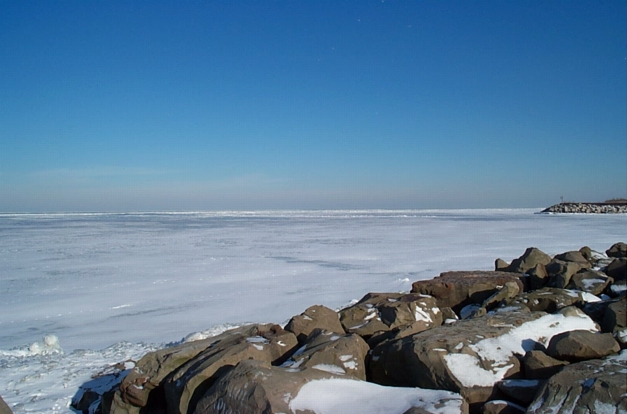
Imatge de l'estat de congelació del Llac Erie a l'hivern

Malgrat la seva descomunal mida, gran part dels Grans Llacs es congelen a l'hivern. La temperatura de la superfície dels llacs disminueix gradualment a l'hivern i la superfície del llac Erie se sol cobrir de gel cada hivern. Els altres llacs mantenen generalment certes zones sense gel. Les borrasques disminueixen la intensitat fins ben entrat l'hivern, a mesura que el gel va cobrint els llacs. Això atura la circulació de vaixells durant aquesta estació. Alguns trencaglaços s'usen en els llacs.
Al començament de la primavera, l'aire més calent i la radiació solar fan augmentar la temperatura, de manera que comença a fondre's la neu i el gel lacustre. Com a massa d'aigua, la inèrcia tèrmica del sistema de llacs és molt major que la de l'aire, de manera que l'escalfament progressa més lentament del que ho fa la terra dels voltants. És per això, que en aquest període els llacs proporcionen brises refrescants.
D'aquesta manera, els llacs moderen les temperatures de les estacions, absorbint la calor i refredant l'aire a l'estiu, i desprenent suaument aquesta calor a la tardor. Aquesta temperatura atenuada crea regions conegudes com a "cinturons fruiters", on es conreen fruites tradicionalment produïdes més al sud. La costa est del llac Michigan i la costa sud del llac Erie allotgen molts cellers. La península de Niàgara, entre l'Erie i Ontario, compta amb excel·lents vins. També relacionat amb l'efecte llac és l'aparició de boira, sobretot al llac Superior, a causa del seu clima marítim.

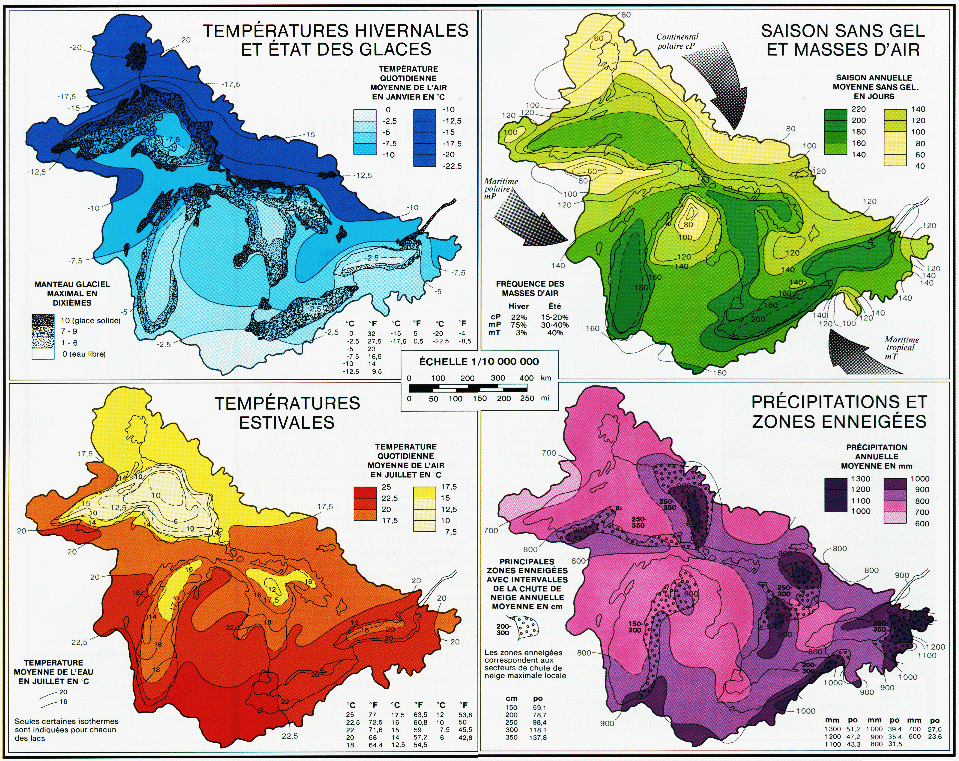
Diagrames climatològics de la regió.

## Formació i geomorfologia

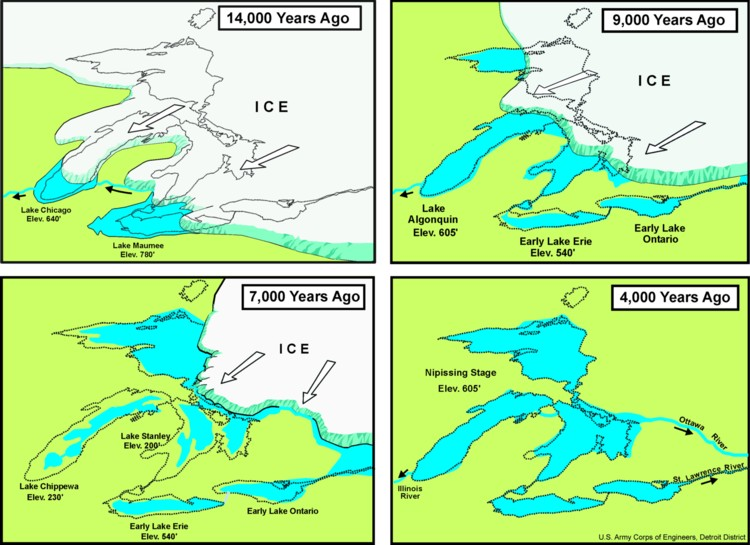
Els Grans Llacs tenen un origen glacial

S'estima que els fonaments dels grans llacs van començar a formar-se fa aproximadament 1,1 o 1,2 bilions d'anys, quan les plaques tectòniques prèviament unides van recular, creant el rift migcontinental, creant una vall que servia de base per al que modernament s'ha convertit en el llac Superior. En el moment que aparegué una segona línia de falla, el rift de Sant Llorenç, format fa vora 570 milions d'anys, es van crear les bases dels llacs Ontario i Erie, juntament amb el que es convertiria en el riu Sant Llorenç.
Els Grans Llacs s'han format al final de l'última era glacial (glaciació de Wisconsin), fa aproximadament 10.000 anys, quan l'inlandsis Laurentidien va recular deixant grans quantitats d'aigua de desgel (vegeu llac Agassiz) que omplí els buits que s'havien format, creant així els Grans Llacs que coneixem avui.
La regió dels Grans Llacs forma part de la gran depressió central d'Amèrica del Nord estenent-se cap al sud en direcció de la planura del Missouri.

## Geografia humana

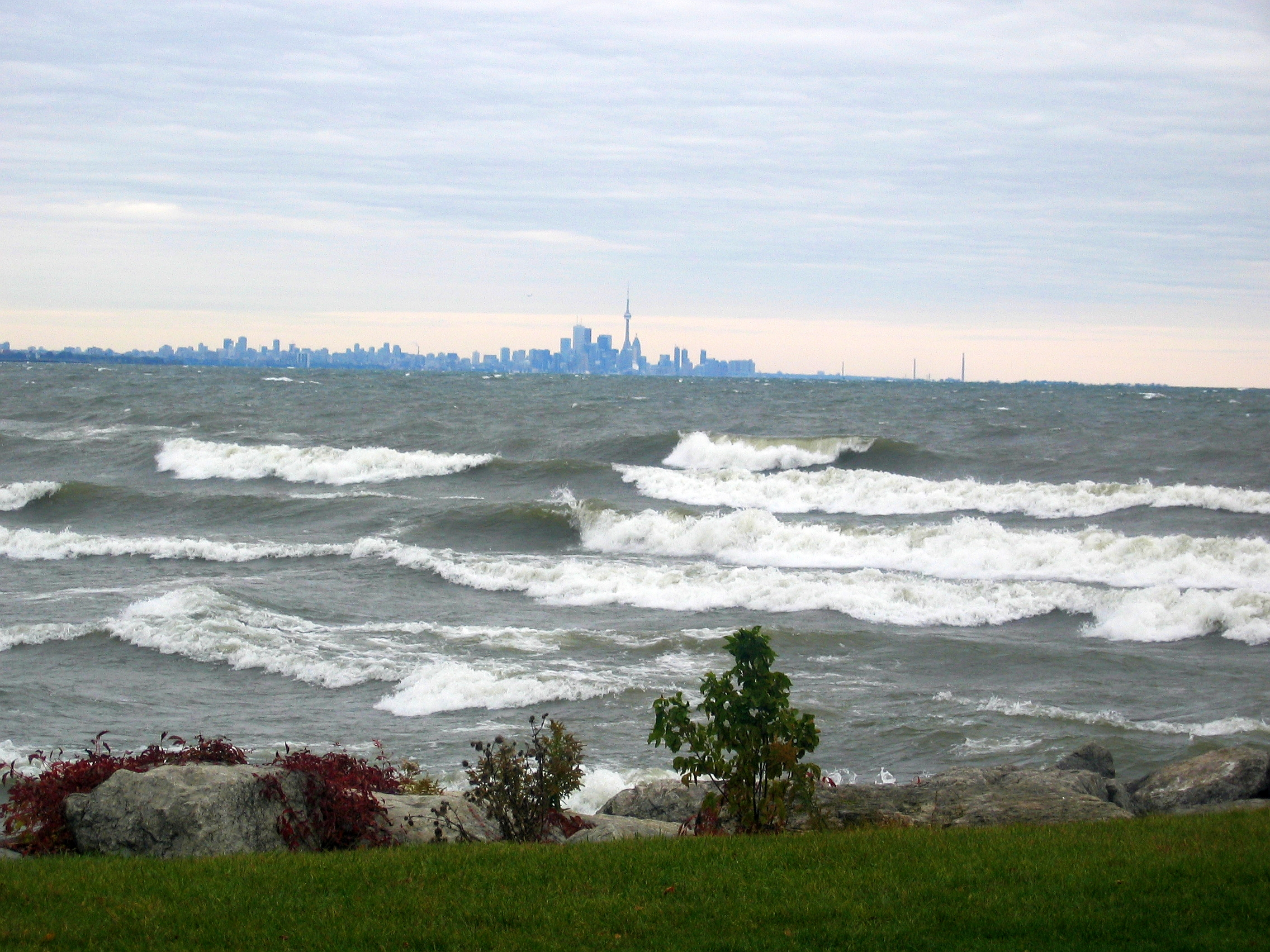
Llac Ontario amb la ciutat de Toronto al fons.

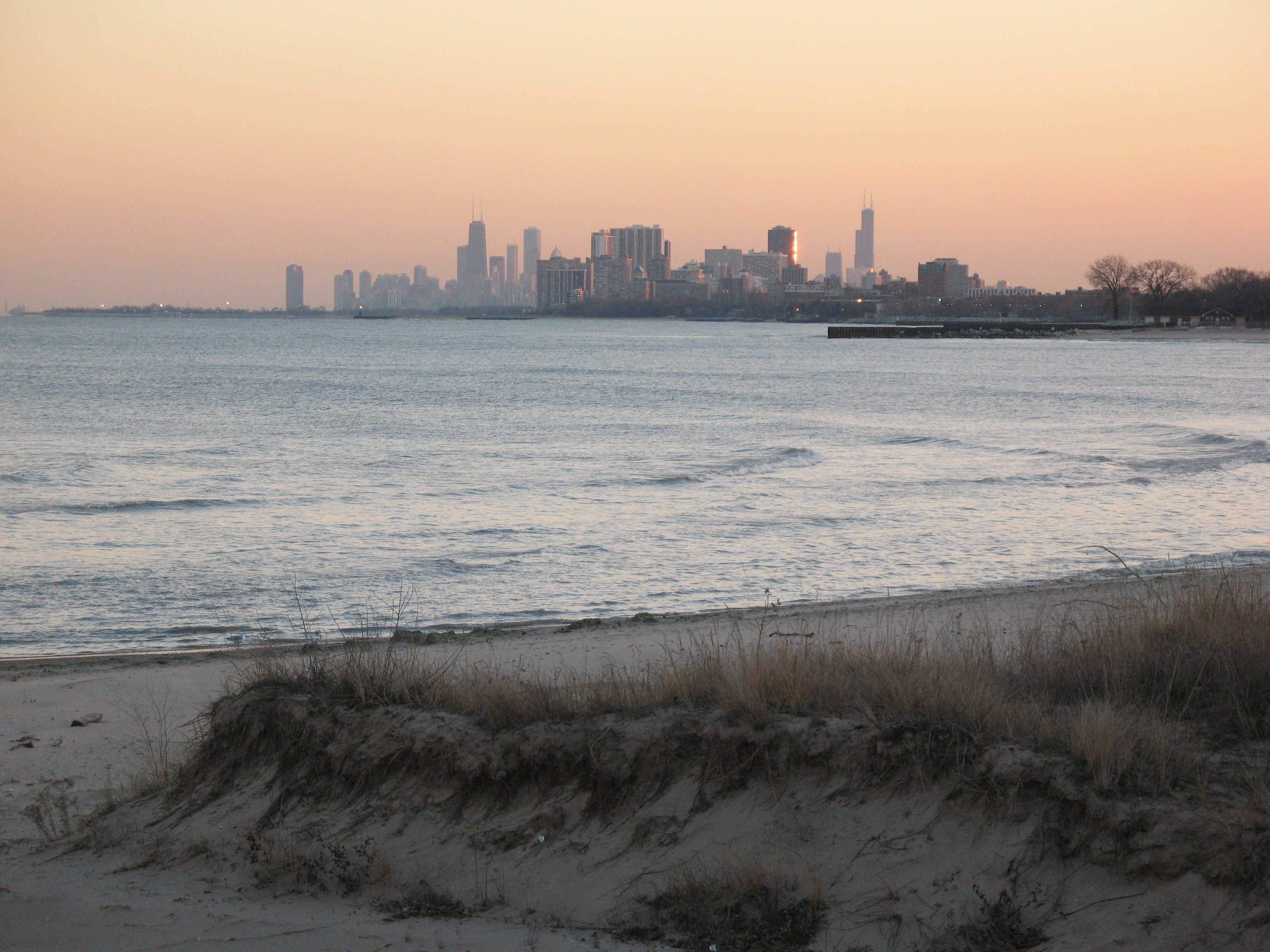
Llac Michigan amb la ciutat de Chicago al fons.

Aproximadament 30 milions de persones viuen a la conca a Grans Llacs. Algunes metròpolis se situen sobre les ribes d'aquests llacs: les més poblades són Chicago, Toronto i Detroit (Michigan) reunides en un espai transfronterer anomenat Main Street America. La regió dels Grans Llacs és igualment una conca industrial important.

## Economia
Els Grans Llacs sempre han constituït una gran via de comunicació fluvial, que s'aprofità des dels inicis de la població de les seues ribes i que s'accelerà a l'època industrial, època en què es van construir importants obres, com canals, rescloses, ports, etc. Aquestes obres s'han modernitzat a partir dels anys 50 i s'han continuat fins a constituir la via marítima de Sant Llorenç el 1959.

### Economia històrica
El bergantí Le Griffon, fou posat en servei per René Robert Cavalier, Sieur de La Salle i fou construït a Cayuga Creek, prop del límit sud del Riu Niàgara, esdevenint el primer vaixell de vela a viatjar pels llacs superiors el 7 d'agost de 1679.
Durant la colonització, els grans llacs i els seus rius eren l'única manera pràctica de moure gent i càrrega. Les gavarres de la Nord-amèrica central, tenien la possibilitat d'arribar a l'oceà Atlàntic des dels Grans Llacs en obrir-se el canal Erie el 1825. El 1848, amb l'obertura del canal d'Illinois i Michigan a Chicago, s'habilità l'accés directe al riu Mississipi des dels llacs. Amb l'establiment d'aquests dos canals, s'aconseguí posar en comunicació ciutats tan llunyanes com Nova York i Nova Orleans.
El principal negoci de les diverses línies cap a l'any 1800 eren transportar immigrants. Moltes de les grans ciutats nord-americanes deuen la seua existència a la seua posició als llacs, com a destinació de transport de mercaderies i també com a lloc d'acollida d'immigrants. Quan es van desenvolupar els ferrocarrils i les carreteres, els negocis de transport de béns i de passatgers es van estancar, de manera que en l'actualitat, exceptuant els ferris i alguns creuers estrangers, la resta de modalitats de transport s'ha esvaït.
Les rutes d'immigració encara tenen un cert efecte avui dia. Els immigrants solien formar les seves pròpies comunitats, i algunes àrees tenen una segregació ètnica pronunciada, amb grups de neerlandesos, alemanys, polonesos, finesos d'entre altres. A causa del fet que molts immigrants romangueren un temps a la colònia de Nova Anglaterra abans de moure's cap a l'oest, moltes àrees dels Estats Units a la vora dels Grans Llacs, mantenen una gran semblança amb l'aspecte de Nova Anglaterra, especialment a l'estil de les cases i a l'accent de la població.

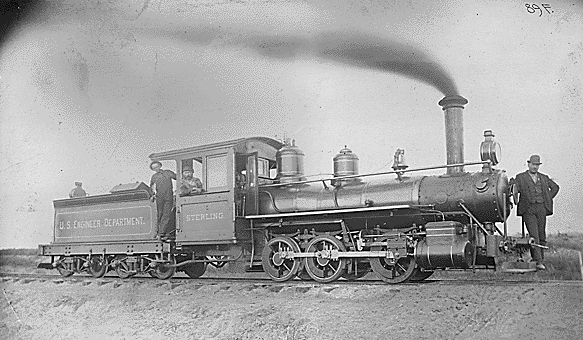
Fotografia de la implementació del ferrocarril a la zona dels Grans Llacs. L'ús del ferrocarril desplaçà el transport naval en l'àmbit de les mercaderies, reduint el seu ús a les càrregues a granel

L'èxit del ferrocarril i de les comunicacions per carretera va fer que la majoria dels transports de mercaderies es transportaren fent ús d'aquesta mena de transports, mentre que els vaixells domèstics van restar per moure càrregues a granel, com el ferro, els minerals, el carbó o la pedra calcària necessàries per a la indústria de l'acer. El transport a granel es desenvolupà a causa de les mines properes als llacs. L'ús dels llacs era, per tant, una oportunitat econòmica per a transportar les matèries primeres de la producció de l'acer a plantes centralitzades en comptes de disposar de plantes de producció properes al jaciment. El transport de minerals a granel no era l'únic ús que es feia dels llacs, també s'empraven embarcacions per a l'exportació del gra.
Als segles xix i xx, el ferro i altres minerals com el coure s'enviaven al sud, mentre que els subministraments, el menjar i el carbó s'enviaven al nord. A causa de la localització de les mines de carbó a Pennsylvania i a Virgínia de l'Oest, i a la presència de la via fèrria del nord-oest a les muntanyes Apalatxes, els ferrocarrils van afavorir el desenvolupament de les rutes fluvials que anaven des del nord fins a ports tals com els d'Erie, Pennsylvania i d'Ashtabula, Ohio.
A causa del desenvolupament independent de la comunitat marítima dels llacs, s'han adquirit certes peculiaritats regionals al vocabulari. Els vaixells, independentment de la seua mida, s'anomenen barques. Quan els vaixells de vela donaren via als vaixells de vapor, s'anomenaren barques de vapor – el mateix terme es feia servir al riu Mississipi. Els vaixells també tenien un disseny distintiu (veure vaixell de càrrega de llac). Els vaixells que transportaven mercaderies principalment als llacs s'anomenaven lakers. Les barques deforeres se solien anomenar salties.
Una de les mesures comunes als llacs eren les cobertes de 305-per-32 m amb un pes de 80.120 tones mètriques i amb un sistema de transport per cinta que podia descarregar per si mateix el vaixell fent ús d'un polispast a un costat. Avui dia, als Grans Llacs circula un nombre molt menor del que circulava abans, degut principalment, a l'increment del transport per carretera i degut també al reemplaçament de molts petits vaixells per altres de major capacitat.
Avui dia encara existeix la possibilitat de combinar el transport per ferrocarril o per via fluvial, de manera que la comunicació amb les planes Nord-americanes dels voltants dels Grans Llacs està assegurada i coberta per via fluvial, que pot servir com ajuda o alternativa al transport per ferrocarril.
Els llacs es feien servir extensivament per al transport, encara que als últims anys s'ha observat un descens en la tendència de transport de càrrega. La via navegable dels grans llacs fa cadascun dels llacs accessible.
Com a punt important en l'economia del transport dels Grans Llacs hi figura l'accés marítim gràcies als Canal de Sant Llorenç i la Great Lakes Waterway (Ruta Fluvial dels Grans Llacs), que van facilitar l'accés de naus oceàniques en els Grans Llacs. Un comerç limitat, però, per als vaixells oceànics de més envergadura que no passaven per les rescloses.

### Economia moderna
Els Grans Llacs es fan servir avui dia com a mitjà de transport de béns a granel i a gran escala. El 2002, es van moure 162 milions de tones netes de càrrega en sec i a granel. Aquesta quantitat és constituïda de major a menor ordre per: mineral de ferro, gra i potassa. El mineral de ferro i part de la pedra i el carbó transportat als llacs són per al seu ús a la indústria de l'acer. Una altra modalitat present en el transport als llacs és la del transport de líquids i càrrega conteneritzada encara que la majoria dels vaixells de contenidors no poden passar les rescloses de la via marítima de Sant Llorenç, a causa del fet que aquests vaixells són massa amples. La quantitat total d'enviaments de transport als llacs ha sofert una tendència a la baixa durant els últims anys.
Els Grans Llacs també es fan servir per proveir d'aigua potable a milions de persones que hi viuen al seu voltant. Aquesta valuosa font d'aigua és administrada col·lectivament per l'estat i pels governs provincials adjacents als llacs.
El turisme i l'esbarjo fluvial és també una important activitat al voltant dels llacs. Uns pocs creuers operen al voltant dels Grans Llacs, incloent-hi un parell de vaixells de vela. La pesca esportiva, comercial i tradicional Nativa Americana representen aproximadament un benefici de 4 bilions de dòlars anuals gràcies a la comercialització de salmons, coregonus, truites de llac, osmèrids o sander vitreus, com a exemplars més importants. Addicionalment, als llacs es pot trobar tot tipus d'esports aquàtics. Una activitat inusual als Grans Llacs, que no es troba a altres aigües interiors és la possibilitat de fer surf en cas de forta tempesta, una activitat més associada al mar obert.

### Vaixells de vapor de passatgers

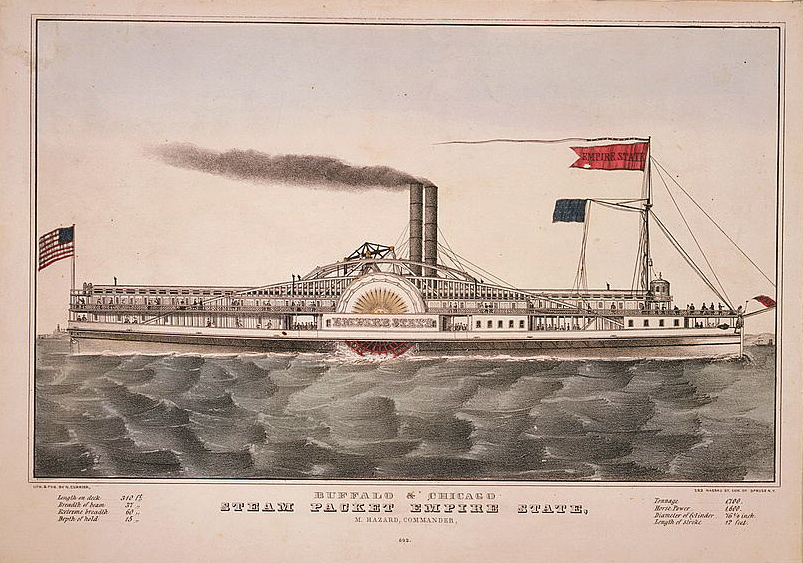
Postal del vaixell de vapor Empire State, que cobria el trajecte Buffalo-Chicago

Des de 1844 fins a 1857, els vaixells de vapor dels Grans Llacs transportaven passatgers i càrrega al voltant dels Grans Llacs, eren els anomenats palace steamers. Al transcurs del segle xx els vaixells de luxe de vapor navegaven directament des de Chicago fins a Detroit o Cleveland. Aquests vaixells estaven al servei de la Detroit & Cleveland Navigation Company. Molts ferris operen en l'actualitat als Grans Llacs, transportant passatgers a diverses illes, incloent-hi l'Illa Royale, l'Illa Pelee, l'Illa Mackinac, l'Illa Beaver, les dues Illes Bois Blanc, l'Illa Kelleys, l'Illa de South Bass, l'Illa de North Manitou, l'Illa de South Manitou, l'Illa Harsens, l'Illa Manitoulin i les Illes Toronto. El 2007, tres rutes de transport de cotxes per ferri prestaven servei als llacs, dos al Llac Michigan: un vaixell de vapor de Ludington (Michigan) a Manitowoc (Wisconsin), un catamarà d'alta velocitat des de Milwaukee fins a Muskegon (Michigan) i un al Llac Erie: una barca des de Kingsville (Ontario) o Leamington (Ontario) fins a Sandusky (Ontario), passant per Pelee Island (Ontario). També és destacable el ferri internacional que travessava el Llac Ontario des de Rochester (Nova York) fins a Toronto.

#### Alguns vaixells de vapor de passatgers
| Nom del vaixell                  | Any de construcció | Nacionalitat |  | Nom del vaixell         | Any de construcció | Nacionalitat |  | Nom del vaixell        | Any de construcció | Nacionalitat |
| -------------------------------- | ------------------ | ------------ |  | ----------------------- | ------------------ | ------------ |  | ---------------------- | ------------------ | ------------ |
| Niàgara (Vaixell-palau de vapor) | 1856               | Estats Units |  | SS Christopher Columbus | 1892               | Estats Units |  | SS Eastland            | 1902               | Estats Units |
| Milwaukee Clipper                | 1904               | Estats Units |  | SS Keewatin             | 1907               | Canadenca    |  | Comet (barca de vapor) | 1857               | Estats Units |

### Enfonsaments

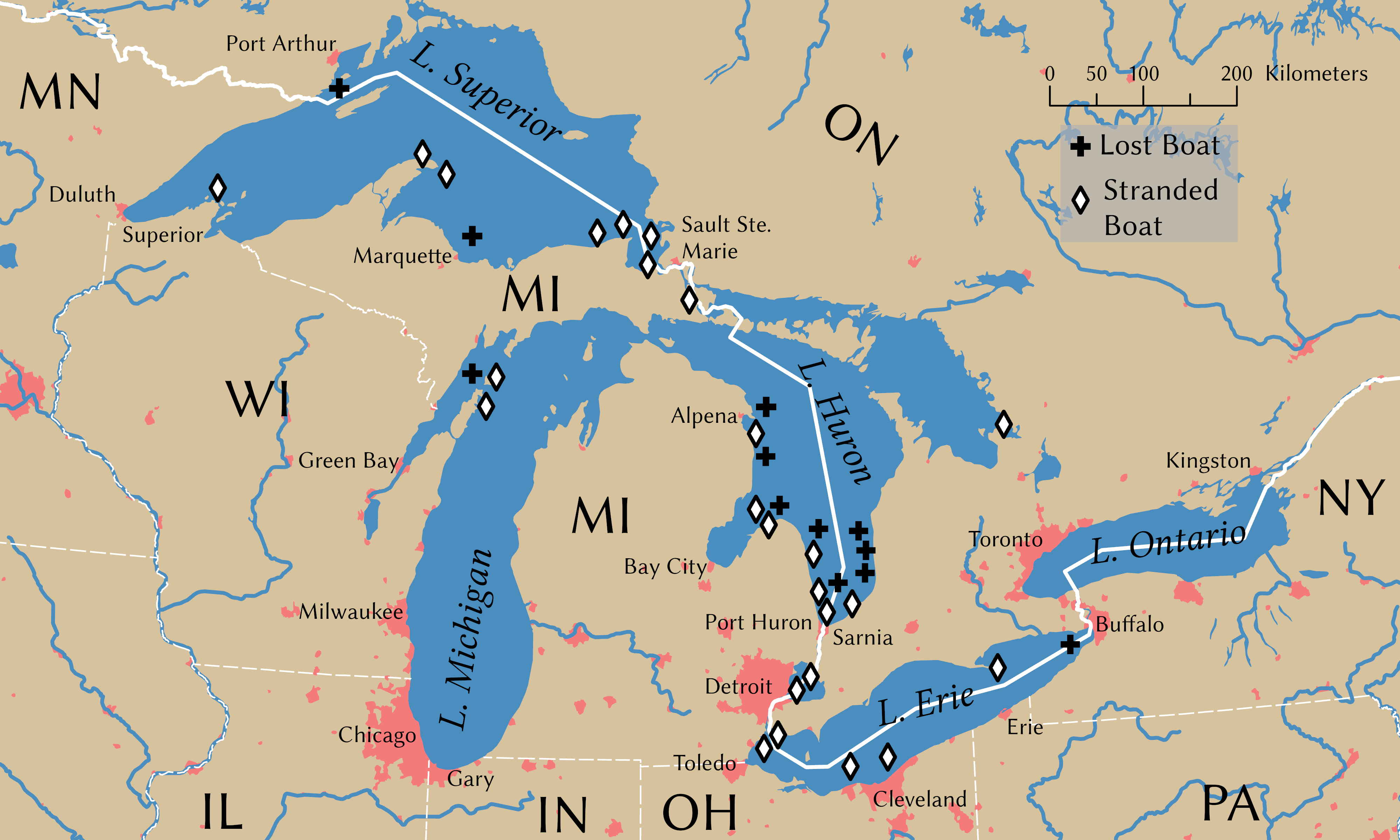
Mapa d'enfonsaments de vaixells deguts a la tempesta ocorreguda als Grans Llacs a 1913

La gran mida dels Grans Llacs incrementa els perills del transport naval, atenent a l'aparició d'amenaces com tempestes. Els llacs són susceptibles de ser afectats per tempestes severes, particularment a la tardor, des de finals d'octubre fins a principis de desembre. Centenars de vaixells han trobat el seu final als llacs. La concentració més gran de vaixells esfondrats es troba prop de Thunder Bay (Michigan), baix del Llac Huron, prop del punt on s'ajunten les vies de pas de vaixells de l'est i de l'oest.
La costa dels naufragis del Llac Superior, des de Grand Marais (Michigan) fins a Whitefish Point s'anomena popularment "Cementiri dels Grans Llacs". A l'àrea de Whitefish Point s'han perdut més vaixells que a cap altre lloc del Llac Superior. La Reserva Marina de Whitefish Point serveix com a museu subaquàtic per a protegir els vaixells enfonsats a aquesta àrea.
El primer naufragi fou el del Griffin, el primer vaixell amb ruta als Grans Llacs. Fou degut a una tempesta mentre es feia un transport de pells entre la Green Bay i Michilimacinac, que es va enfonsar i que ha sigut retrobat. L'últim gran vaixell de transport que s'ha enfonsat als llacs fou el SS Edmund fitzgerald, que s'afonà el 10 de novembre de 1975, a 50 km de distància del Whitefish Point. La pèrdua més gran en termes de vides a un naufragi als llacs, potser fóra la del Lady Elgin, enfonsat a 1860 causant la pèrdua de 400 vides aproximadament. Un altre incident ocorregué al port de Chicago el 1915, on el vaixell SS Eastland va tombar mentre carregava passatgers, causant 841 víctimes mortals.
L'agost de 2007, la Societat Històrica de Naufragis dels Grans Llacs, va anunciar que s'havia trobat els restes del naufragi del Cyprus, un vaixell de 130 m de llargària d'un segle d'antiguitat que transportava mineral. El vaixell es va afonar durant una tempesta al Llac Superior l'11 d'octobre de 1907, durant el segon viatge de càrrega de mineral de ferro des de Superior (Wisconsin) fins a Buffalo. Tota la tripulació de 23 persones va perir, exceptuant un home anomenat Charles Pitz, que va flotar a sobre d'un bot salvavides durant set hores.
El juny de 2008, uns submarinistes van trobar al Llac Ontario el vaixell de guerra de la Royal Navy HMS Ontario enfonsat a 1780. La troballa s'ha considerat un "miracle arqueològic". No s'ha traçat cap projecte d'elevar la nau, car el lloc és considerat un cementiri de guerra.

## Ecologia

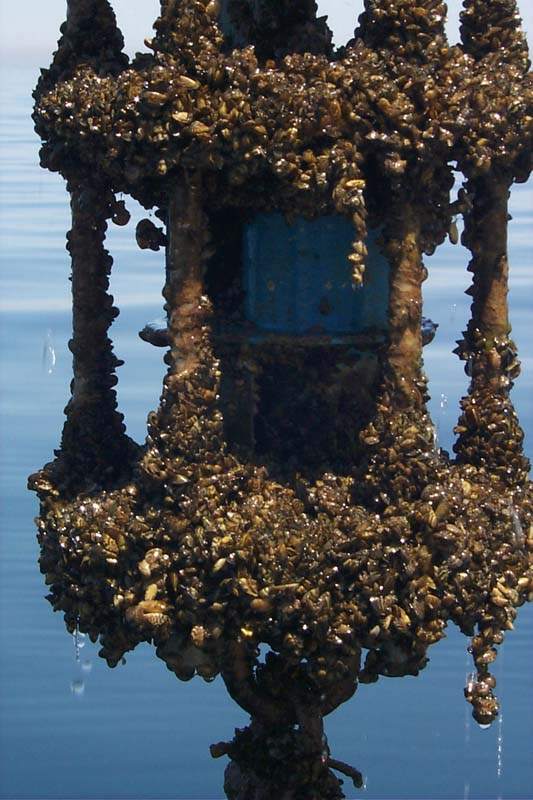
Una colònia de musclos zebrats incrustats a una unitat de mesura de corrent al Llac Michigan.

Malgrat la seva talla, els Grans Llacs han conegut una contaminació de l'aigua en augment i localment alarmant pels metalls pesants i diversos productes químics (a partir de Toronto i Hamilton sobretot). La no-taxació de l'aigua i els baixos costos de l'energia i de la fusta, així com les facilitats de transport per aigua han atret al voltant dels Grans Llacs fàbriques metal·lúrgiques, papereres, fàbriques químiques, de producció d'automòbils i nombrosos altres productes manufacturats que han contaminat de manera intensa alguns d'aquests llacs durant més d'un segle. Els productes romanents metàl·lics i els POP liposolubles han estat trobats en tota la cadena alimentària, fins i tot a les belugues i les balenes de l'estuari del Saint-Laurent.
Els llacs reben sals de desglaç resultant de l'eliminació de la neu de les carreteres. Sofreixen una eutrofització d'origen agrícola i urbà (aigües residuals) que no poden depurar. A això s'afegeixen dels problemes ecològics greus i nous vinculats a les concentracions creixents de producte afectant la fertilitat o comportant-se com paranys hormonals, o vinculats a la introducció d'espècies invasives (Musclo zebrat per exemple). En 1980, la Comissió mixta internacional havia identificat 42 indrets prioritaris considerats «preocupants» per la gravetat de la contaminació de les seves aigües. Cal també lluitar contra la contaminació de l'aire: Les pluges que renten els plomalls de contaminació es fan àcides i contenen mercuri, pesticides, nodriments i nombrosos agents contaminants emesos per les fàbriques, els vehicles i les ciutats : de 90 a 95% dels productes químics que contaminen el Llac Superior tindrien un origen atmosfèric.
Des dels anys 2000, un problema nou sembla també posar-se amb l'acumulació en els sediments del riu Saint-Laurent de la toxina Bt produïda per moltes de les plantes transgèniques (OGM) abundantment cultivades en aquestes regions, alerta un ecotoxicòleg francès, així com el Centre Saint-Laurent de Medi Ambient de l'entorn del Canadà i el centre d'investigació en biotecnologia de Montreal que han descobert concentracions anormals i preocupants de toxina Bt acumulant-se en els sediments del riu Saint-Laurent, a la desembocadura dels rius Châteauguay, Richelieu i Yamaska.
Des dels acords signats a partir de 1978 entre els Estats Units i el Canadà, diversos programes de rehabilitació i de control treballen en la descontaminació dels llacs i del riu Saint-Laurent, amb els governs, col·lectivitats, escoles i ONG, amb resultats més o menys significatius segons els agents contaminants. Les emissions àcides industrials han estat molt reduïdes, però altres agents contaminants continuen sent un problema.